# 성인극
성인극은 성인 대상의 극을 말하는 것으로 성(性)적이거나, 어려운 표현이나 내용 혹은 무서운 내용 등으로 인해 나이 어린 관객에게 정서적으로 나쁜 영향을 줄 수 있음을 감안하여 나누는 임의적인 분류이다.

## 같이 보기
- 어린이극